# 特里·威廉士
泰伦斯·威廉姆斯（英語：Terrence Williams，1987年6月28日—），美国前职业篮球运动员，出身于华盛顿州西雅图，司职小前锋和得分后卫。

## 个人技术
特里·威廉士与2000年代前后联盟众多知名的锋卫摇摆人一样，劲爆的身体素质加上攻防组织全能的身手，让他似乎有能力成为任何球队的万金油，一度被冠以“穷人版詹姆斯”的称号。在大学时期，他有幸成为NCAA少数几个能三次登上《体育画报》封面的球员，并在大四赛季入选了美联社评选的全美最佳阵容三阵。但进入NBA后，他投篮能力和出手选择一般的缺点暴露出来，出色的身体也并不能为他赚得多少罚球机会，对比赛节奏的把控不足也导致他在场上的发挥不够稳定，同时他在性格和心智上也存在着不小问题，这些问题导致他进入NBA不久后就成为辗转多支球队的流浪汉，最终也未能在职业篮坛证明自己。

## 新泽西网
2009年，威廉士被新泽西网以首轮第11顺位选中，但作为乐透区的高顺位新秀，他在菜鸟赛季的表现不甚稳定。2010年4月10日，在主场迎战芝加哥公牛的比赛中，拿下27分13篮板10助攻的“三双”数据，带领球队在加时赛中以127-116战胜了对手。2010年4月，他当月场均14.3分7.1个篮板6.3次助攻，当选4月的NBA东区月最佳新秀。
2010年11月26日，他因违纪被网队下放至NBDL发展联盟的下属球队斯普林菲尔德装甲队，不过于12月7日被召回。在被下放的3场NBDL比赛中，他打出了场均28分11.3个篮板10.6次助攻的三双数据。

## 休斯顿火箭
2010年12月15日，威廉士在一次三方交易中被交易至休斯顿火箭，但表现机会不多。

2012年3月16日，火箭队宣布提前结束威廉士的新秀合约，将其裁掉。

## 萨克拉门托国王
2012年3月21日，萨克拉门托国王宣布用10天短合同签下威廉姆斯，4月1日又将其合同延长至赛季结束。赛季结束后，国王队没有与成为受限制自由球员的威廉姆斯续约。

## 底特律活塞
2012年10月1日，威廉姆斯和活塞队签订了一份非保障的训练营合同，但在试训和季前赛中表现一般，很难获得保障合同。加之威廉姆斯收到了CBA广东宏远的邀请，在权衡之后，10月22日他与活塞队解约，前往中国。

## 广东宏远
2012年11月2日， 广东宏远俱乐部正式与泰伦斯·威廉姆斯签约，合同为期一年，金额没有透露。在出场的29场比赛中，他场均获得17.9分3.4个篮板4.1次助攻，表现中规中矩，但赛季中期开始，他为了节省体力保护身体以便重返NBA，而在比赛中避免对抗的消极表现，遭到了中国球迷的批评和质疑。

威廉姆斯在2013年春节假期开始前被俱乐部特许回美国为不久前离世的表弟料理后事。春节假期期间他与广东宏远俱乐部进行了交涉，表示他无法调整情绪继续征战CBA，他也在社交媒体中暗示了自己将要离开。最终双方于2013年2月12日达成了解约协议。

## 波士顿凯尔特人
2013年2月20日，威廉姆斯和波士顿凯尔特人签订了一份10天短合同，凯尔特人此举是为了弥补拉简·隆多等后场球员因伤缺阵所带来的影响。随后在3月初，凯尔特人与威廉姆斯签订了一份2年合同，其中至本赛季结束的部分为保障合同，2013-14赛季为球队选项。威廉姆斯为波士顿效力至赛季结束，出战24场比赛，场均上场13.3分钟，得到4.6分1.8篮板1.6次助攻，并随队征战季后赛。
6月30日，在夏季自由球员市场开启前夕，凯尔特人宣布不执行威廉姆斯的球队选项，将其放弃。

## 场外
2013年5月20日，威廉姆斯于华盛顿州肯特市遭到当地警方的拘捕，罪名是持枪威胁他人。据悉，报警的女子自称自己与威廉姆斯有一个10岁的私生子，当天两人约好在肯特市一所停车场见面协商关于抚养费的事宜，但两人见面后不久便发生争执，威廉姆斯掏出手枪威胁该女子后扬长而去，女子报警后警方迅速逮捕了威廉姆斯进行进一步调查。
2021年10月9日，18名前NBA球员因从NBA健康与福利计划中骗取钱财而被逮捕，威廉姆斯是这次诈骗计划的主谋，他向联盟医疗与福利计划提交了虚假申请和发票，涉案金额为500万美元。2023年8月4日，据《纽约时报》报道，威廉姆斯被判处10年监禁，在认罪协议中显示，他将赔付NBA联盟250万美元的赔偿金，并被联邦政府罚款至少65万美元。